# Alessio Bertaggia
Alessio Bertaggia (Lugano, 30 luglio 1993) è un hockeista su ghiaccio svizzero che gioca nel Lugano.
È figlio di Sandro Bertaggia.

## Statistiche
Statistiche aggiornate al 30 giugno 2012.

### Club
| Stagione  | Squadra             | Stagione regolare | Stagione regolare | Stagione regolare | Stagione regolare | Stagione regolare | Stagione regolare | Playoff | Playoff | Playoff | Playoff | Playoff |
| Stagione  | Squadra             | Lega              | P                 | G                 | A                 | Pt                | PIM               | P       | G       | A       | Pt      | PIM     |
| --------- | ------------------- | ----------------- | ----------------- | ----------------- | ----------------- | ----------------- | ----------------- | ------- | ------- | ------- | ------- | ------- |
| 2007-2008 | Lugano U15          | Top Mini          | 25                | 39                | 22                | 61                | 94                |         |         |         |         |         |
|           | Lugano U17          | Elite Novizen     | 1                 | 0                 | 0                 | 0                 | 0                 |         |         |         |         |         |
| 2008-2009 | Lugano U17          | Elite Novizen     | 29                | 20                | 14                | 34                | 72                | 4       | 1       | 1       | 2       | 8       |
|           | Lugano U20          | Elite Jr. A       | 4                 | 0                 | 1                 | 1                 | 0                 | -       | -       | -       | -       | -       |
|           |                     | Playout           | 5                 | 2                 | 0                 | 2                 | 4                 | -       | -       | -       | -       | -       |
| 2009-2010 | Lugano U17          | Elite Novizen     | 22                | 13                | 12                | 25                | 109               | 7       | 7       | 4       | 11      | 26      |
|           | Lugano U20          | Elite Jr. A       | 13                | 13                | 5                 | 18                | 18                | 1       | 1       | 0       | 1       | 0       |
| 2010-2011 | Lugano U20          | Elite Jr. A       | 20                | 22                | 15                | 37                | 75                | 3       | 1       | 0       | 1       | 2       |
|           | Lugano              | NLA               | 29                | 1                 | 3                 | 4                 | 4                 | -       | -       | -       | -       | -       |
|           |                     | Playout           | 3                 | 0                 | 0                 | 0                 | 0                 | -       | -       | -       | -       | -       |
|           | Ceresio             | Switzerland3      | 2                 | 0                 | 0                 | 0                 | 4                 |         |         |         |         |         |
| 2011-2012 | Brandon Wheat Kings | WHL               | 64                | 24                | 26                | 50                | 62                | 9       | 4       | 3       | 7       | 2       |

### Nazionale
| Stagione  | Livello               | Risultati        | Risultati | Risultati | Risultati | Risultati | Risultati |
| Stagione  | Livello               | Competizione     | P         | G         | A         | Pt        | PIM       |
| --------- | --------------------- | ---------------- | --------- | --------- | --------- | --------- | --------- |
| 2009-2010 | Switzerland U18 (all) | International-Jr | 3         | 1         | 0         | 1         | 0         |
| 2010-2011 | Switzerland U18       | WJC-18           | 6         | 1         | 2         | 3         | 4         |
|           | Switzerland U18 (all) | International-Jr | 22        | 10        | 11        | 21        | 34        |
| 2011-2012 | Switzerland U20       | WJC-20           | 6         | 1         | 3         | 4         | 2         |
|           | Switzerland U20 (all) | International-Jr | 10        | 1         | 3         | 4         | 4         |

## Palmarès
- Champions Hockey League: 1

Ginevra-Servette: 2023-24
- Campionato svizzero: 1

Ginevra-Servette: 2022-2023